# Amancio Barreiro
Amancio Barreiro Gens (Valga, Pontevedra; 1942-Usúrbil, Guipúzcoa; 3 de septiembre de 1978) fue un taxista gallego asesinado por ETA.

## Trayectoria
Mecánico de profesión, emigró al País Vasco en los años sesenta y se instaló en Pasajes. Allí se casó con una gallega y montó también con otros parientes de Galicia una empresa de taxis. Ante las acusaciones de ser confidente de la policía decidió emigrar a Valladolid, pero días antes de hacerlo fue asesinado. Según el expediente judicial, hizo un servicio de taxi a dos personas que lo mandaron desviarse por una pista y le dispararon.
El autor material del asesinato fue Antonio María Celaya Otaño, que en 1988 huyó a México. En 2002 fue localizado y detenido en Francia. Posteriormente fue extraditado a España para ser juzgado.
De posteriores juicios fueron condenadas tres personas que pertenecían a ETA, una por asesinato, el citado Antonio María Celaya Otaño y otras dos por colaboración.